# Soltau
Soltau è una città di 21.950 abitanti della Bassa Sassonia, in Germania.

Appartiene al circondario della Landa.
Il territorio comunale comprende le frazioni di Ahlften, Brock, Deimern, Dittmern, Harber, Hötzingen, Leitzingen, Marbostel, Meinern, Mittelstendorf, Moide, Oeningen, Tetendorf, Wiedingen, Woltem e Wolterdingen.